# Viviers-le-Gras
Viviers-le-Gras é uma comuna francesa na região administrativa de Grande Leste, no departamento de Vosges. Estende-se por uma área de 9,04 km². Em 2010 a comuna tinha 203 habitantes (densidade: 22,5 hab./km²).